# ÖBB X626
Die X626 stellt eine Bahndienstfahrzeug-Reihe der Österreichischen Bundesbahnen dar.

## Geschichte
Da die Österreichischen Bundesbahnen in der Nachkriegszeit keine geeigneten Bahndienstfahrzeuge hatten und zur Wartung des Streckennetzes nur sehr einfache Gerätschaften zur Verfügung standen, wurde über die Neuanschaffung solcher Fahrzeuge nachgedacht, die sowohl für den Transport von Personal als auch Material geeignet sein sollten. So entstand zunächst 1958 die Reihe X625. Da deren Jenbacher 2-Takt-Dieselmotor JW 70 nicht zufriedenstellend war, wurde dieser ab 1974 durch 6-Zylinder 4-Takt-Motoren von Steyr ersetzt. Daraus entstand die ansonsten identische Reihe X626. In den 1970er Jahren wurden 131 Stück dieser Fahrzeuge gebaut; somit stellt die X626 das meistgebaute österreichische Bahndienstfahrzeug dar. In dieser Zeit bekamen die X625 auch den Steyr-Motor und wurden demnach in X626 umbezeichnet.
Alle Fahrzeuge der Reihe X626 weisen eine gelbe Lackierung auf und kamen landesweit zum Einsatz. Diese gelbe Lackierung zusammen mit ihrer kastenförmigen Form brachte der Draisine den Spitznamen "Postkasterl" ein.

## Technische Merkmale
Die Draisinen sind mit einer normalen Zug- und Stoßvorrichtung (Puffer und Schraubenkupplung) und einer Bahnwagen-Mittelpufferkupplung (Trichterkupplung) ausgestattet. Die Fahrzeuge verfügen über einen Dieselmotor WD 610 OS oder WD 612 OS von Steyr. Die Kraftübertragung erfolgt über ein mechanisches, nicht synchronisiertes Vierganggetriebe mit nachgeschaltetem Richtungsgetriebe, das dem Fahrzeug eine Höchstgeschwindigkeit von 50 km/h ermöglicht. Die Kupplung wird mit einem Pedal betätigt, das sich neben dem Gaspedal befindet. Die indirekte Grau-Druckluftbremse wird mit einem Handhebel bedient, der an der Handbremsspindel montiert ist. Als Besonderheit legen die Klotzbremsen an beiden Achsen in einer Zugkomposition nicht wie üblich bei einer Druckabsenkung in der Hauptluftleitung um einige Zehntel Bar an, sondern wesentlich später, was die im Vergleich zu regulären Loks und Wagen geringere Bremskraft ausgleicht und ein verfrühtes Blockieren der Achsen verhindert. Ferner ist eine mechanisch betätigte Motorstaubremse vorhanden. Auf dem Instrumentenpult befinden sich neben den üblichen Anzeigen für Öldruck, Ladekontrolle und Licht ein Tachometer mit Kilometerzähler sowie ein Betriebsstundenzähler. Anzeigen für den Bremszylinderdruck sowie den Druck von Hauptluftbehälter und -leitung befinden sich an der Handbremsspindel. Jedes Fahrzeug verfügt über ein elektrisches Signalhorn (Hupe) und ein Zöllner Makrofon M75. Die Scheinwerfer enthalten ein kombiniertes Abblend- und Fernlicht. Der Innenraum der Wagen ist mit einer Webasto-Standheizung beheizbar. Neben dem mit einem LKW-Sitz ausgestatteten Fahrerplatz können auf den vor den Fenstern angeordneten Holz-Sitzbänken bis zu acht weitere Personen Platz nehmen.

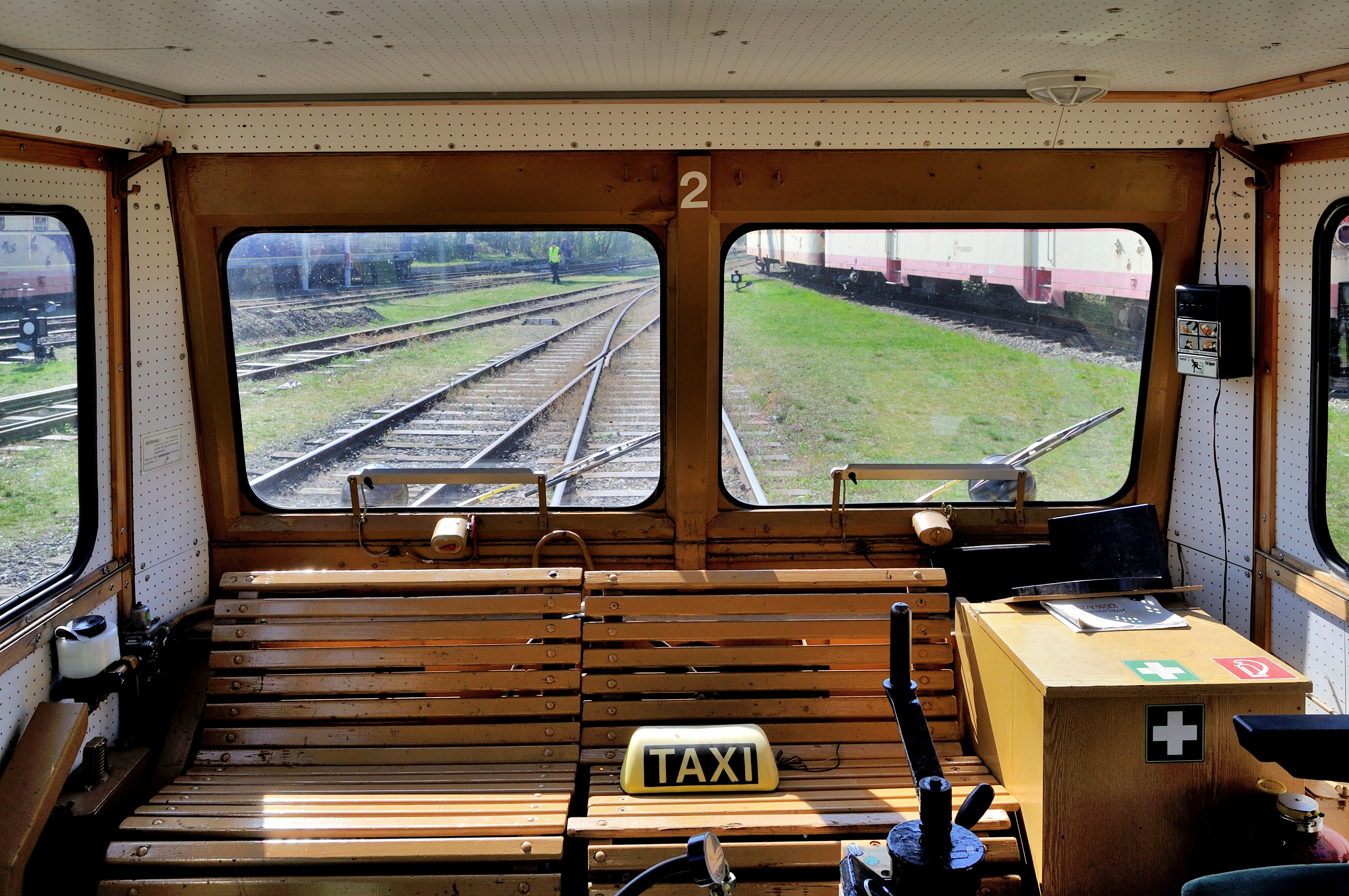
Innenansicht mit Sitzbank
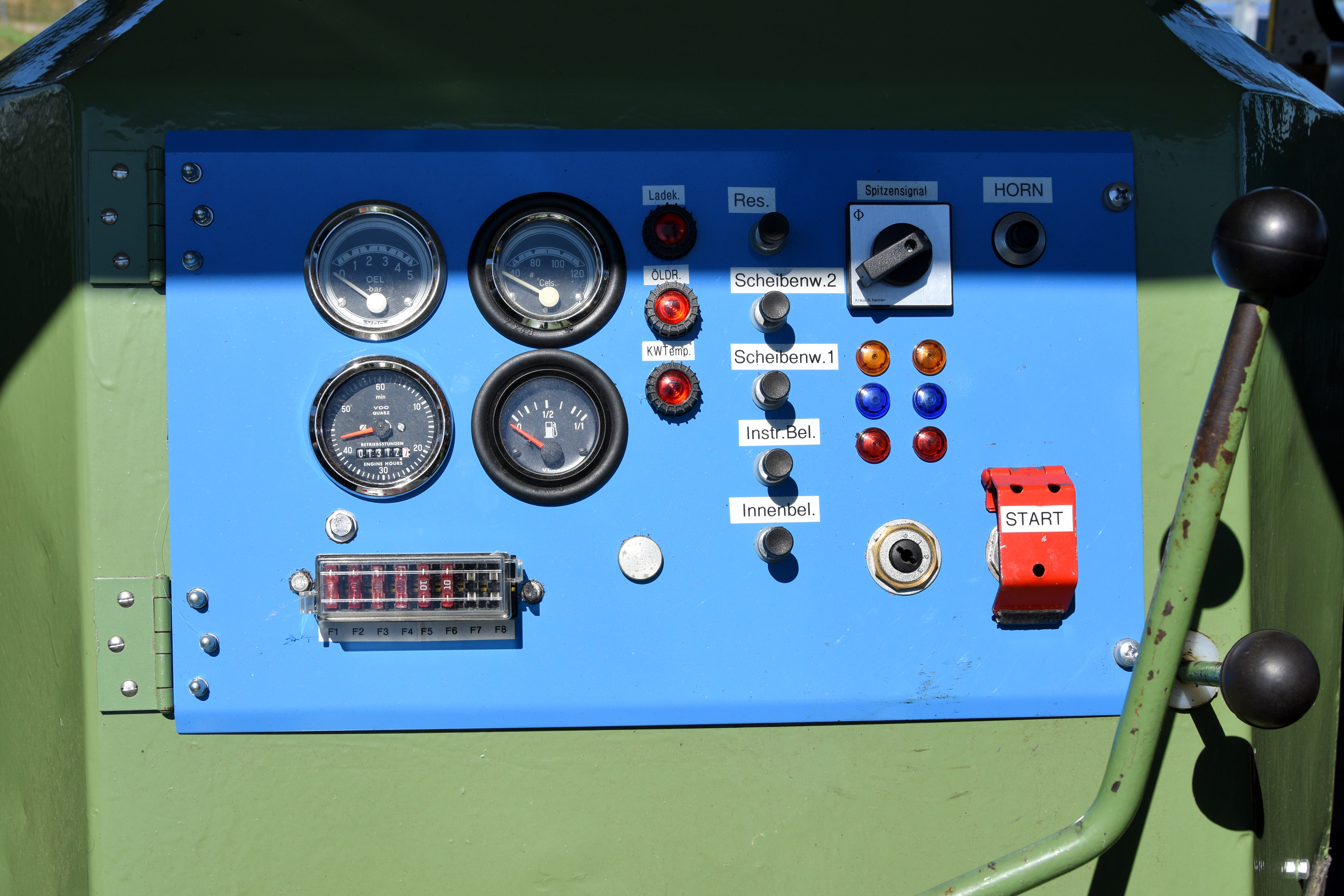
Instrumentenpult
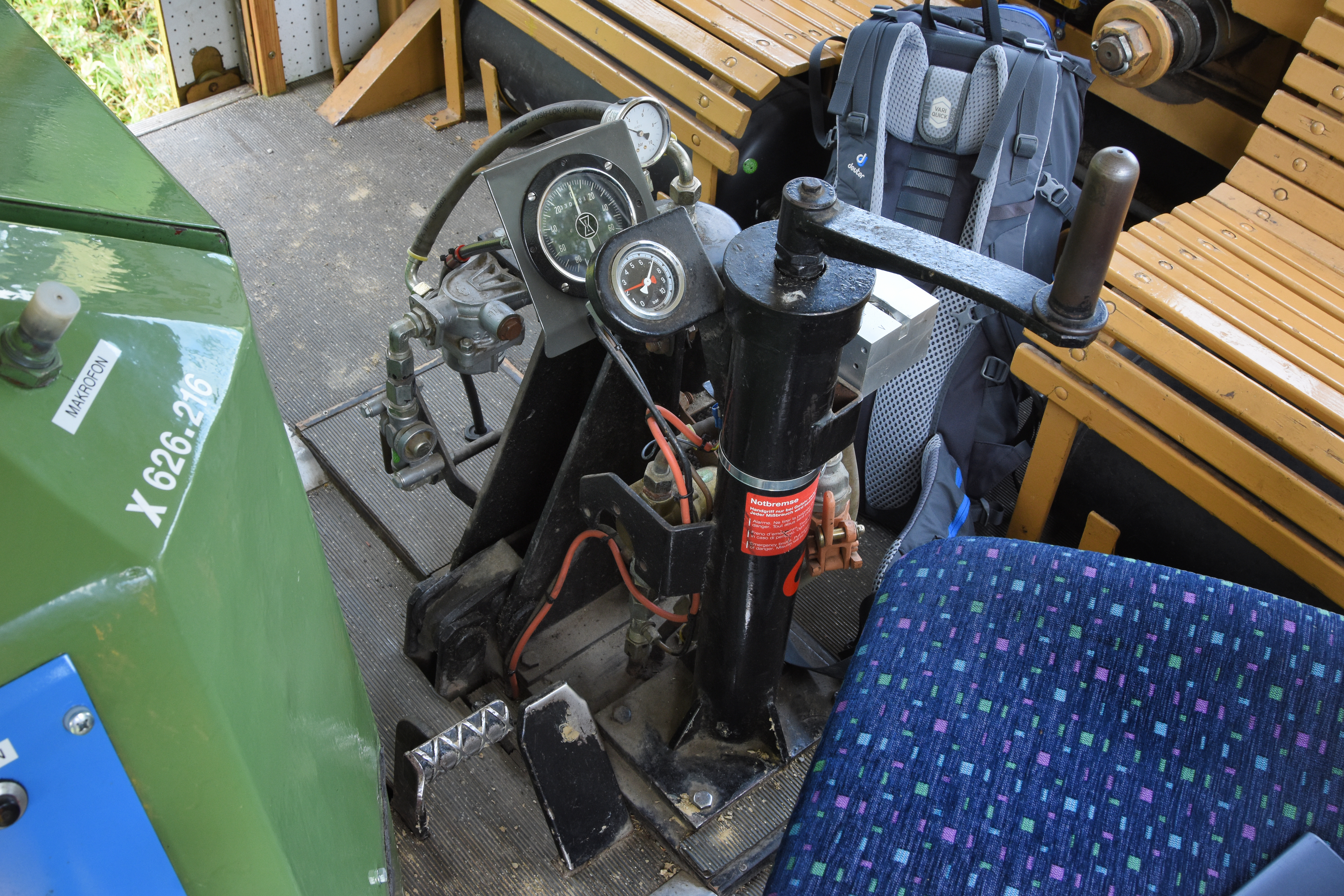
Kupplungs- und Gaspedal sowie Bremseinrichtungen

## Verbleib
Die letzten Fahrzeuge im Dienst der ÖBB wurden ausgemustert. Einige Fahrzeuge konnten von Museumsbahnen erworben werden, unter anderem vom Zayataler Schienentaxi, wo sie auf einem Teilstück der Lokalbahn Korneuburg–Hohenau eingesetzt werden. Die Erzbergbahn betreibt vier X626, darunter das Fahrzeug X626.102, welches als einziges seiner Reihe mit Magnetschienenbremse ausgestattet ist und die Zulassung zur öffentlichen Personenbeförderung auf der Steilstrecke hat. Der Verein Gailtalbahn betreibt ebenfalls ein solches Fahrzeug. 
Die Draisinen X626.190, 217 und 226 wurden auf 760 mm umgespurt und sind bei der Steyrtalbahn im Einsatz. Während X626.217 als Motorwagen fährt, wurden die beiden anderen zu Beiwagen umgebaut. Alle drei Fahrzeuge tragen einen Anstrich in Anlehnung an die legendären deutschen Schienenbusse und sind deshalb auch als VT 95, VB 95 und VS 95 bezeichnet.
Bei den Eisenbahnfreunden Wetterau als einzigem Betreiber in Deutschland sind mehrere Exemplare erhalten. Weitere Fahrzeuge existieren in Rumänien. Ein Fahrzeug ist im Bahnhof Rohrbach-Berg in Oberösterreich abgestellt.